# Фольц, Мориц
Мо́риц Фольц (нем. Moritz Volz, 21 января 1983, Зиген, Северный Рейн-Вестфалия) — немецкий футболист, защитник. Приглашался в национальную сборную Германии.

## Карьера
Фольц начал выступать в своей родной команде «SpVg Burbach 09», зимой 1999 года перешёл в «Шальке-04». Летом 1999 года по приглашению главного скаута Стива Раули Фольц перешёл из «Шальке-04» в лондонский «Арсенал». В январе 2003 года был отдан в аренду в «Уимблдон», летом 2003 снова отправился в аренду в «Фулхэм». В январе 2004 года «Фулхэм» выкупил трансфер Фольца у «Арсенала». В августе 2008 года на год был отдан в аренду команде чемпионшипа «Ипсвич Таун». В январе 2010 года был на просмотре в «Шальке-04», но контракт так и не подписал. В феврале 2010 был на просмотре в команде «Куинз Парк Рейнджерс». 15 июня 2010 Фольц подписал контракт с немецким «Санкт-Паули» сроком на два года.
20 декабря 2006 года он забил 15000-й гол в истории Премьер-лиги в матче против «Челси».
Был в заявке сборной Германии на матч против Камеруна 17 ноября 2004, но на поле так и не вышел.